# 219 v. Chr.
Portal Geschichte | Portal Biografien | Aktuelle Ereignisse | Jahreskalender | Tagesartikel

◄ |
4. Jahrhundert v. Chr. |
3. Jahrhundert v. Chr. |
2. Jahrhundert v. Chr. |
►

◄ | 230er v. Chr. | 220er v. Chr. | 210er v. Chr. | 200er v. Chr. |
190er v. Chr. |
►

◄◄ | ◄ | 222 v. Chr. | 221 v. Chr. | 220 v. Chr. | 219 v. Chr. |
218 v. Chr. |
217 v. Chr. |
216 v. Chr. |
► |
►►
Staatsoberhäupter

## Ereignisse

### Östliches Mittelmeer
- Frühjahr: Nachdem Antiochos III. seine innenpolitischen Probleme im Seleukidenreich gelöst hat, wird er im Vierten Syrischen Krieg gegen Ägypten offensiv. Ihm gelingt die Einnahme des seit dem letzten Syrischen Krieg in ägyptischer Hand befindlichen Hafens von Antiochia am Orontes, Seleukia in Piera. Theodotos, ägyptischer Statthalter in Koile-Syrien, läuft zu Antiochos über, dem er seine Provinz übergibt. Auch Tyros und Ptolemais (Akkon) öffnen Antiochos die Tore. Nach der Gewinnung Palästinas willigt Antiochos in einen viermonatigen Waffenstillstand mit Ägypten ein.
- Angesichts der Übergriffe des Demetrios von Pharos auf griechische Städte erklärt Rom ihm den Krieg (Zweiter Illyrischer Krieg). Dem römischen Konsul Lucius Aemilius Paullus gelingt dabei die Eroberung der illyrischen Stützpunkte Dimal und Pharos. Demetrios muss nach Makedonien fliehen.
- Angriff des Aitolischen Bundes auf Aigira und Dyme auf der Peloponnes und Plünderung der makedonischen Stadt Dion, während die Makedonier die Stadt Ambrakos in Epiros belagern und erobern und anschließend in Aitolien einfallen. Der aitolische Feldherr Dorimachos zieht daraufhin gegen das Heiligtum von Dodona in Epiros. Der Ort wird verwüstet.
- Nach einem zweijährigen demokratischen Intermezzo führt Sparta wieder das alte zweiköpfige Königtum ein; Könige von Sparta werden Agesipolis III. und Lykurgos. Sparta verbündet sich mit dem Aitolischen Bund und erklärt den Achaiern den Krieg.
- Kleomenes III., vormals König von Sparta, wird im ägyptischen Exil inhaftiert. Beim Versuch, aus seinem Gefängnis auszubrechen, kommt er ums Leben. Erst jetzt wird der seit 222 v. Chr. vakante spartanische Thron neu besetzt. Während Lykurg der neue König der Eurypontiden wird, tritt Agesipolis III., der Enkel von Kleombrotos II., die Regierung der Agiaden an. Da er noch ein Kind ist, wird sein Onkel Kleomenes sein Vormund.

### Westliches Mittelmeer
- Hannibal beginnt mit der Belagerung von Saguntum, eines Verbündeten Roms. Die Belagerung der Stadt wird acht Monate dauern. Rom sieht darin einen Bruch des Ebro-Vertrages.

## Gestorben
- Kleomenes III., König von Sparta, stirbt im ägyptischen Exil (* 254 v. Chr.)